# 上桑德斯基
上桑德斯基（Upper Sandusky）是美国俄亥俄州怀恩多特县桑德斯基河沿岸的一个城市，是怀恩多特县的县城。 2010年人口普查时的人口为6,596人。 这个城市的名字来自位于附近的同一个名字的休伦族印第安村庄。 上桑德斯基历史悠久。 它的起源可追溯到18世纪80年代初。 直到1842年，它是怀安多特美洲原住民的家园。上桑达斯基在1843年成为了怀恩多特县的县城。它被命名为“上”，因为它位于桑德斯基河的上游附近; 桑德斯基在距离大约80公里的同一条河的河口。 截至2013年，市政总长是斯科特·沃什本市长。